# تشيليكيش
تشيليكيش (Çilekeş)، وتعني المُعَذَّب/المُعاني بالتركية، هي فرقة روك ونو ميتال تركية بدأت منذ العام 2002.

## تاريخ الفرقة
تأسست الفرقة بالعام 2002 بمدينة أنقرة. نالت الفرقة شهرة واسعة بعد فوزهم في مسابقة Genç Yetenekler Aramızda (غينتش يتِنِكلِر أرامُزدا) أي المواهب الصغيرة بيننا، والتي كانت تحت رعاية فانتا في العام 2003، والتي كان حكامها من كبار الفنانين الأتراك مثل تيومان. بعد المسابقة، عندما كانوا لا يزالون فرقة هاوية، تمت دعوتهم إلى جولة فنية تشمل 17 مدينة، وقد كان اجمالي عدد الجمهور لهذه الجولة حوالي 350,000 متفرج.
أصدرت الفرقة ألبومين حتى الآن، الأول بعنوان Y.O.K. (يوك) أي كلا، وقد صدر في العام 2005. والثاني بعنوان Katil Dans (قاتل دانس) في العام 2008.